# Габричевский, Александр Георгиевич
Алекса́ндр Гео́ргиевич Габриче́вский (6 сентября 1891, Москва — 3 сентября 1968, Коктебель, Крымская область) — советский историк и теоретик пластических искусств, искусствовед, литературовед, переводчик, доктор искусствоведения.

## Биография
Родился в семье известного учёного-биолога Г. Н. Габричевского (1860—1907) . Получил основательное домашнее образование. В 1915 году окончил историко-филологический факультет Московского университета.
С 1918 года преподавал в Московском университете, ВХУТЕИНе, Высшем архитектурно-строительном институте, Институте аспирантуры Академии архитектуры СССР.
Член-корреспондент Академии архитектуры СССР (1941—1955), доктор искусствоведения, профессор.
В 1920 году женился на художнице Наталье Алексеевне Северцовой (1901—1970) , дочери известного биолога А. Н. Северцова.
В 1920-е годы являлся действительным членом ГАХН. В 1929 году Габричевский был арестован. В 1930 году Академия была распущена. В 1932 году хоронил поэта М. А. Волошина в Коктебеле.
Впоследствии он ещё дважды подвергался арестам, прошёл через допросы НКВД, в 1935 году отбывал 3-х летнюю ссылку, освобождён досрочно в 1936 году. И повторно в ссылке в 1941 году, откуда ему удалось вернуться благодаря заступничеству А. В. Щусева и И. В. Жолтовского.
В 1949 году был уволен с работы в связи с кампанией по борьбе с космополитизмом, однако смог устроиться в Московский университет, где читал лекции об искусстве Возрождения.
Автор множества работ по истории и теории архитектуры, живописи (главным образом периода Возрождения), музыки и литературы.
Похоронен на Коктебельском кладбище.

## Публикации трудов Габричевского

Программа конференции, посвящённой 500-летию Леонардо да Винчи, с участием А. Г. Габрического и М. В. Алпатова в 1952 г.

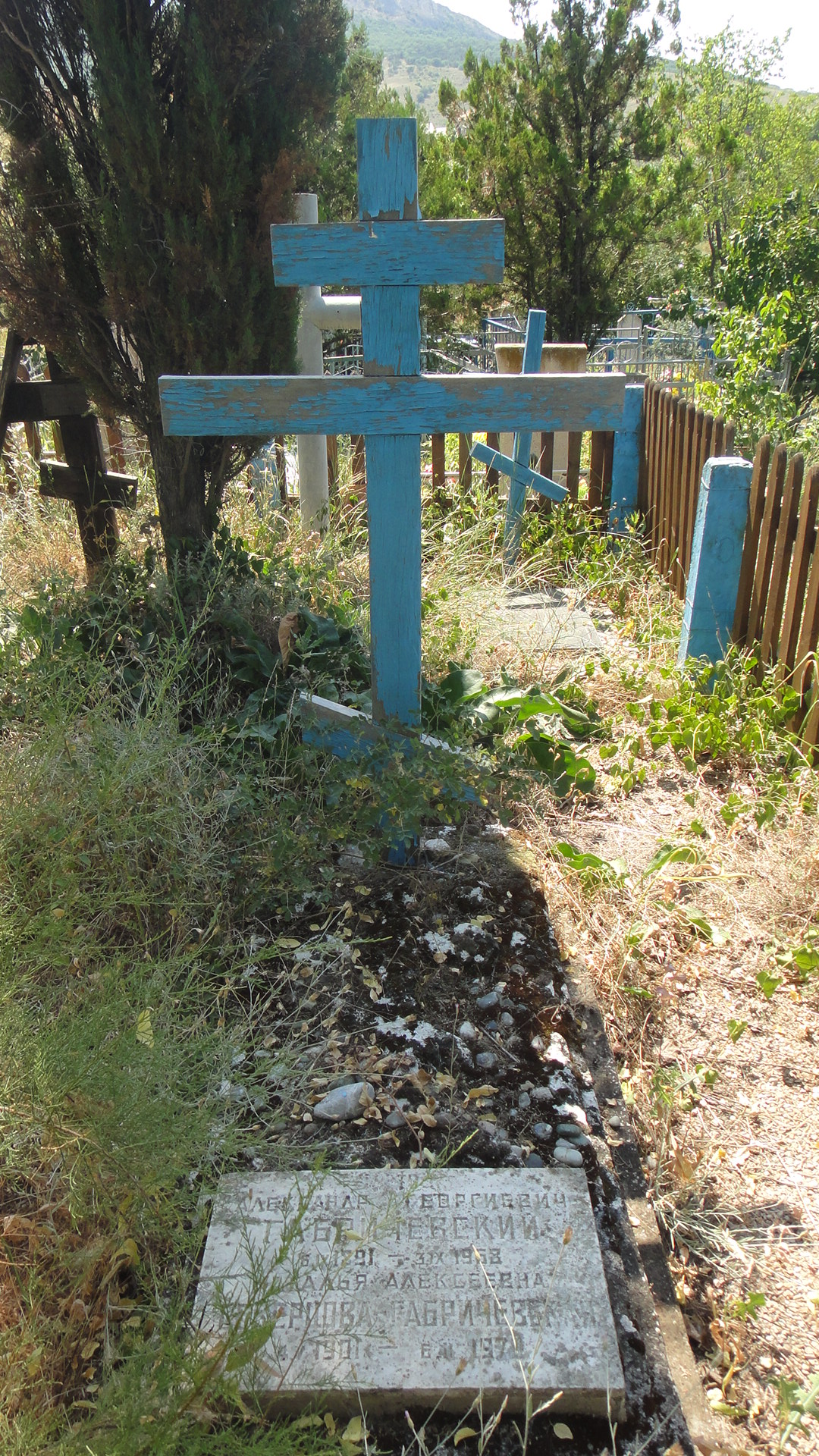
Могила на Коктебельском кладбище

- Габричевский А. Г. Теория и история архитектуры: Избранные сочинения / Под ред. А. А. Пучкова. — Киев: Самватас, 1993. — XLIV, 256 с. — ISBN 5-8238-0151-3. — Тираж 500 экз.
- Габричевский А. Г. Морфология искусства / Сост., введ., прим. и коммент. Ф. О. Стукалова-Погодина. — М. : Аграф, 2002. — 864 с. — ISBN 5-7784-0167-1. — Тираж 2000 экз.
- Александр Георгиевич Габричевский: Биография и культура: Документы, письма, воспоминания / Сост. О. С. Северцева; Вступ. ст., очерки к разделам В. И. Мильдона. — М.: Российская политическая энциклопедия (РОССПЭН), 2011. — 775 с.: ил. — ISBN 978-5-8243-1619-3. — Тираж 1000 экз.

## Исследования о Габричевском
- Александр Георгиевич Габричевский (1891—1968): К 100-летию со дня рождения / Авт.-сост. О. С. Северцева, Я. В. Брук, Т. А. Лыкова; Под ред. Я. В. Брука; ГТГ. — М.: Сов. художник, 1992. — 240 с.: ил. — ISBN 5-269-00854-8. — Тираж 1500 экз.
- Алпатов М. В. Памяти Александра Георгиевича Габричевского // Архитектура СССР. — 1969. — № 8.
- Исаев В. Ю. Сокровища Дома Волошина: Альбом. — Симферополь: СОНАТ, 2004. — 400 с. — ISBN 966-8111-40-0.
- Гаврюшин Н. К. Эрос пространственности: А. Г. Габричевский и русская эстетика 1920-х гг. // Вопросы философии. — 1994. — № 3.
- Пучков А. А. Габричевский: Концепция архитектурного организма в мыслительном процессе 20-30-х годов / Под ред. В. И. Ежова. — Киев: Издательский дом А.С.С, 1997. — 154 с. — ISBN 5-7707-8973-5. — Тираж 300 экз.
- Пучков А. А. Исследование архитектуроведческого наследия А. Г. Габричевского в контексте отечественной архитектурной теории первой трети XX века: Автореф. дис. … канд. архитектуры: 18.00.01. — Киев: КГТУСА, 1996. — 20 с.
- Олександр Георгійович Габричевський (1891—1968): Бібліографчний покажчик / Упоряд. А. О. Пучков. — Київ: НДІТІАМ, 1994. — 32 с.
- Пучков А. О. Орнаментальні реалії О. М. Гінзбурга та архітектурознавчі споглядання О. Г. Габричевського: Спроба методологічних кореляцій і культурний контекст // Архітектурна спадщина України: Маловивчені проблеми історії архітектури і містобудування / За ред. В. І. Тимофієнка. — К.: НДІТІАМ, 1994. — Вип. 1. — С. 180—187.
- Пучков А. А. Отечественная архитектурная эстетика 1920-х годов (А. Г. Габричевский, А. И. Некрасов, С. В. Шервинский): Опыт создания паралогического контекста // Архитектура Мира: Материалы конф. «Запад — Восток: Личность в истории архитектуры». — М.: Architectura, 1994. — Вып. 4. — С. 45—50.
- Пучков А. А. Александр Габричевский: Головокружение от текста (Опыт технического оправдания) // Пучков А. А. Архитектуроведческие этюды. — Киев: НИИТИАГ, 1996. — С. 23—35.
- Раппапорт А. Г. Тунгусский метеорит отечественного архитектуроведения // Искусствознание. — 2008. — № 3. — С. 96—144.
- Пучков А. А. Габричевский и вокруг: Теория архитектурного организма 1920—1930-х. — Нью-Йорк: Алмаз, 2022. — 280 с.: ил. — ISBN 978-68082-018-8

## Семья
- Габричевский, Георгий Норбертович (1860—1907) — отец, микробиолог, основатель научной школы, один из организаторов производства бактериологических препаратов в России.
- Габричевский, Евгений Георгиевич (1893—1979) — брат, микробиолог, художник.
- Северцова, Наталья Алексеевна (1901—1970) — жена, художница.
- Северцов, Алексей Николаевич (1866—1936) — тесть, русский биолог, основоположник эволюционной морфологии животных; академик РАН, АН СССР, АН УССР, создатель русской школы морфологов-эволюционистов.

## Память

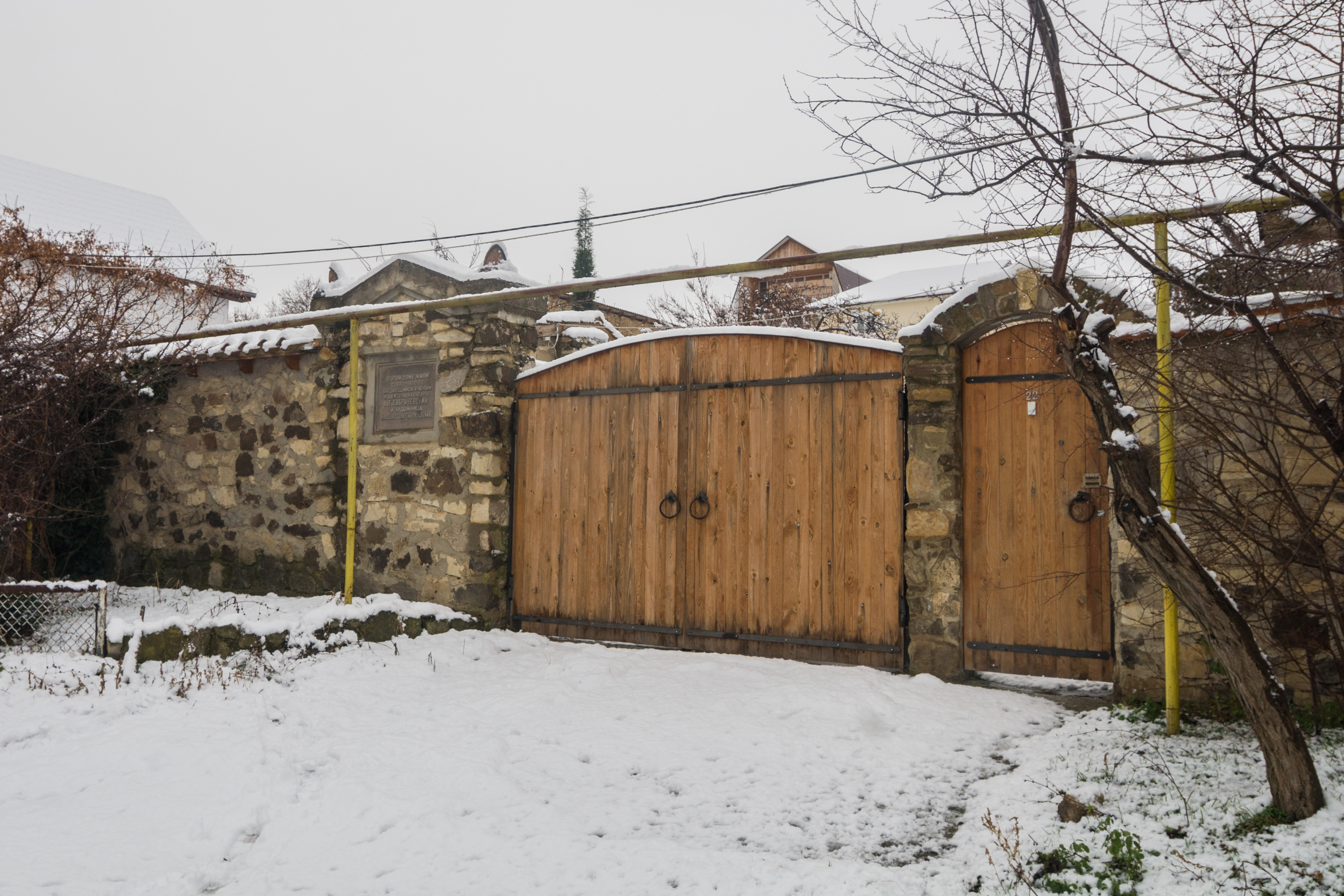
Дом Габричевского

Дом в Коктебеле по улице Калинина, 22, в котором жил искусствовед, историк, философ А. Г. Габричевский с 20 декабря 2016 года — объект культурного наследия регионального значения  Объект культурного наследия народов РФ регионального значения. Рег. № 911710935390005 (ЕГРОКН). Объект № 8231473000 (БД Викигида)